# Abbazia di Hambye

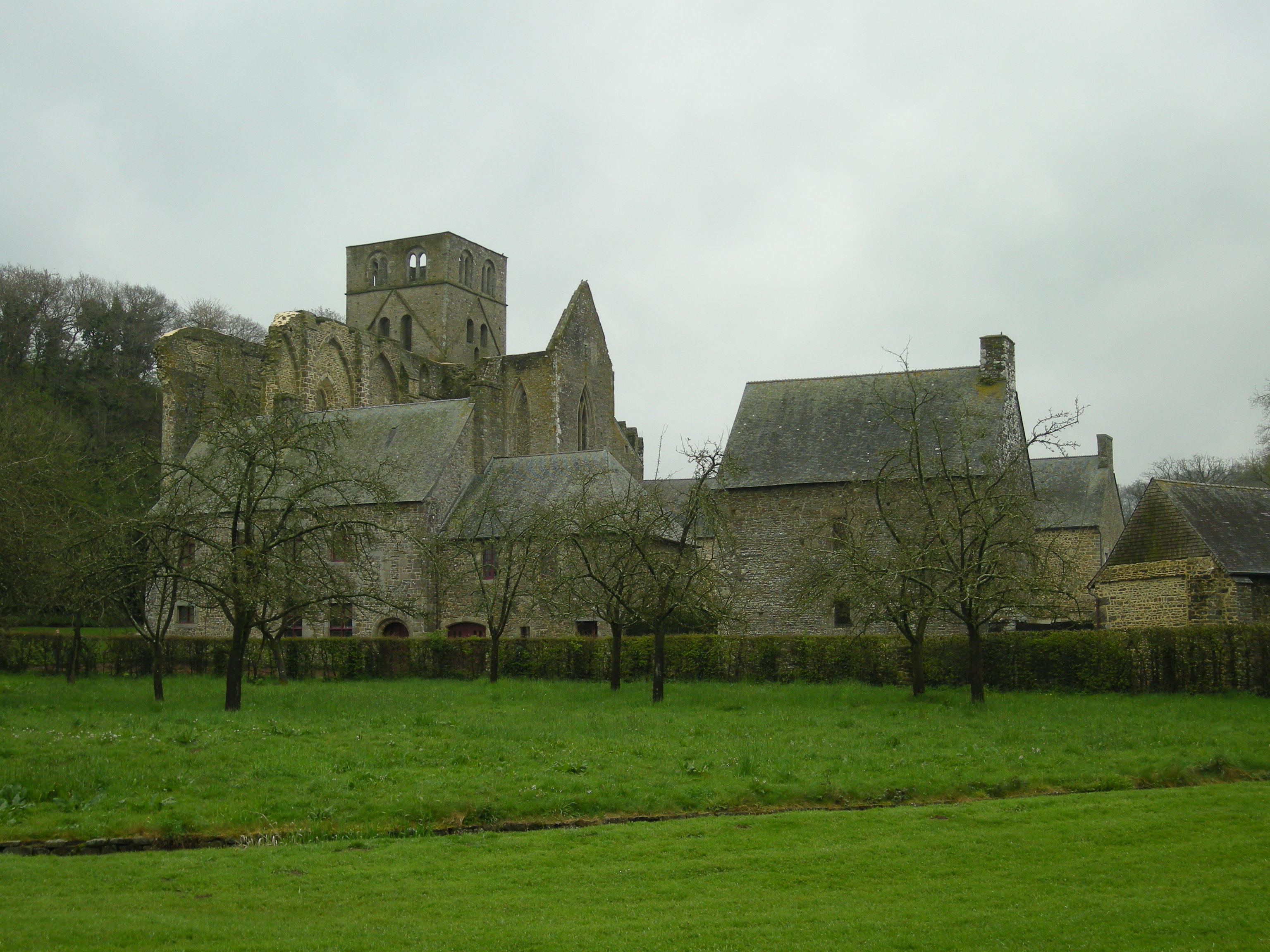
Vista degli edifici conventuali e delle rovine della chiesa dell'abbazia di Hambye

L'abbazia di Hambye è un'abbazia fondata nel XII secolo presso il comune di Hambye, nel dipartimento della Manica, nella regione della Bassa Normandia.
Si trova in un vallone incassato presso il fiume Sienne. I terreni dell'abbazia sono in parte anche nel comune di Percy

## Storia
Fu fondata nel 1145 dal signore locale Guglielmo Paynel e da Algare, vescovo di Coutances e affidata ai monaci benedettini provenienti dall'abbazia di Tiron (Perche). La chiesa abbaziale era costruita in uno stile di transizione tra il romanico e il gotico e venne costruita tra la fine del XII e gli inizi del XIII secolo e completata agli inizi del XIV secolo. Gli alloggiamenti dei monaci vennero costruiti nel XVII secolo.
Dopo un lungo periodo di decadenza era stata abbandonata dai monaci nel corso del XVIII secolo. Espropriata dallo stato francese nel 1790, fu venduta a privati e utilizzata a partire dal 1810 come cava di pietre.
Le rovine della chiesa furono classificate come monumento storico dal 1902.
I restauri, effettuati a partire dal 1956, hanno permesso di preservare i resti della chiesa abbaziale e alcuni edifici conventuali (edificio della portineria e edificio dei conversi, acquistati nel 1964 dal dipartimento.

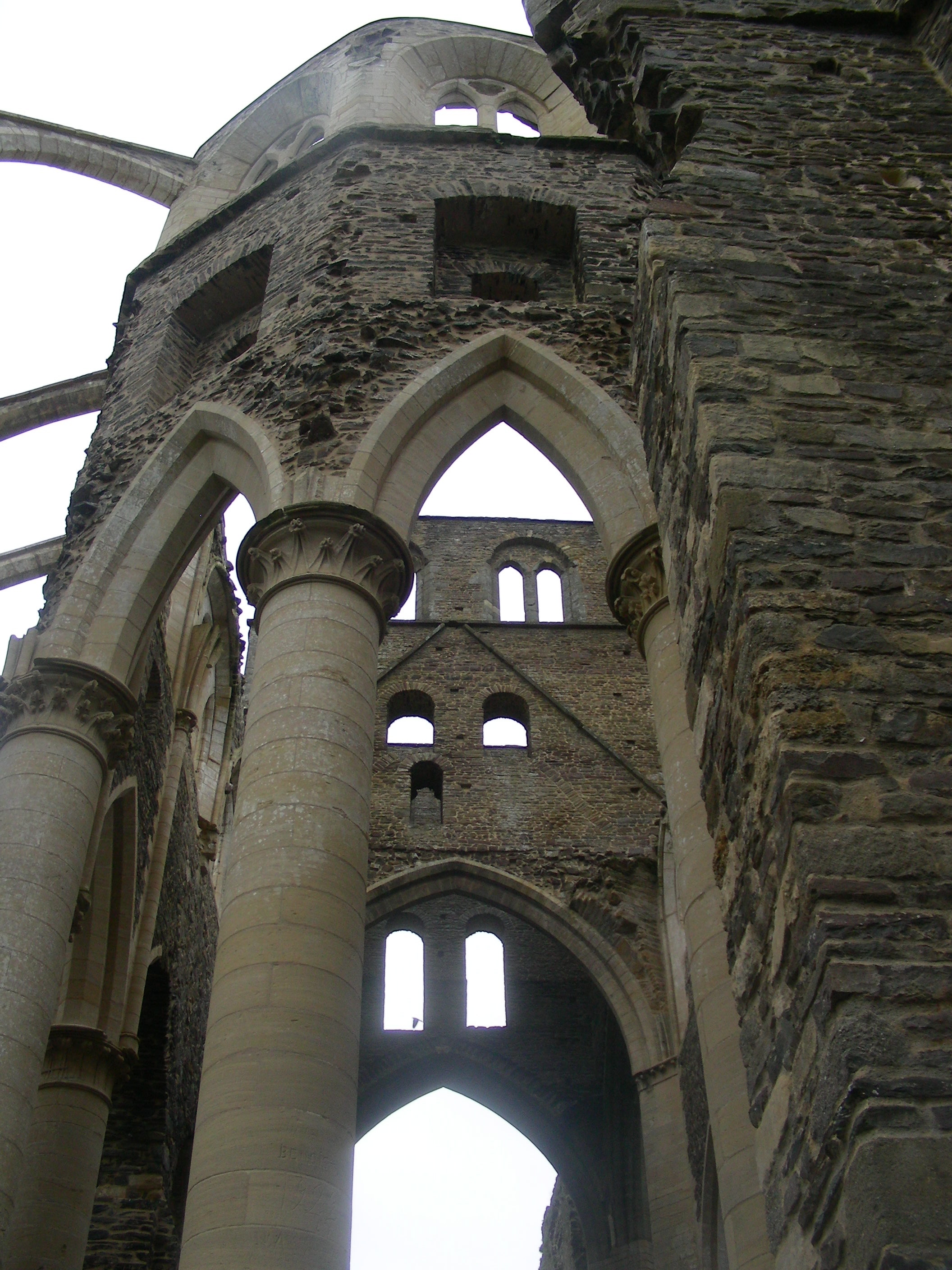
Resti dell'abside dal deambulatorio (rovine della chiesa abbaziale)
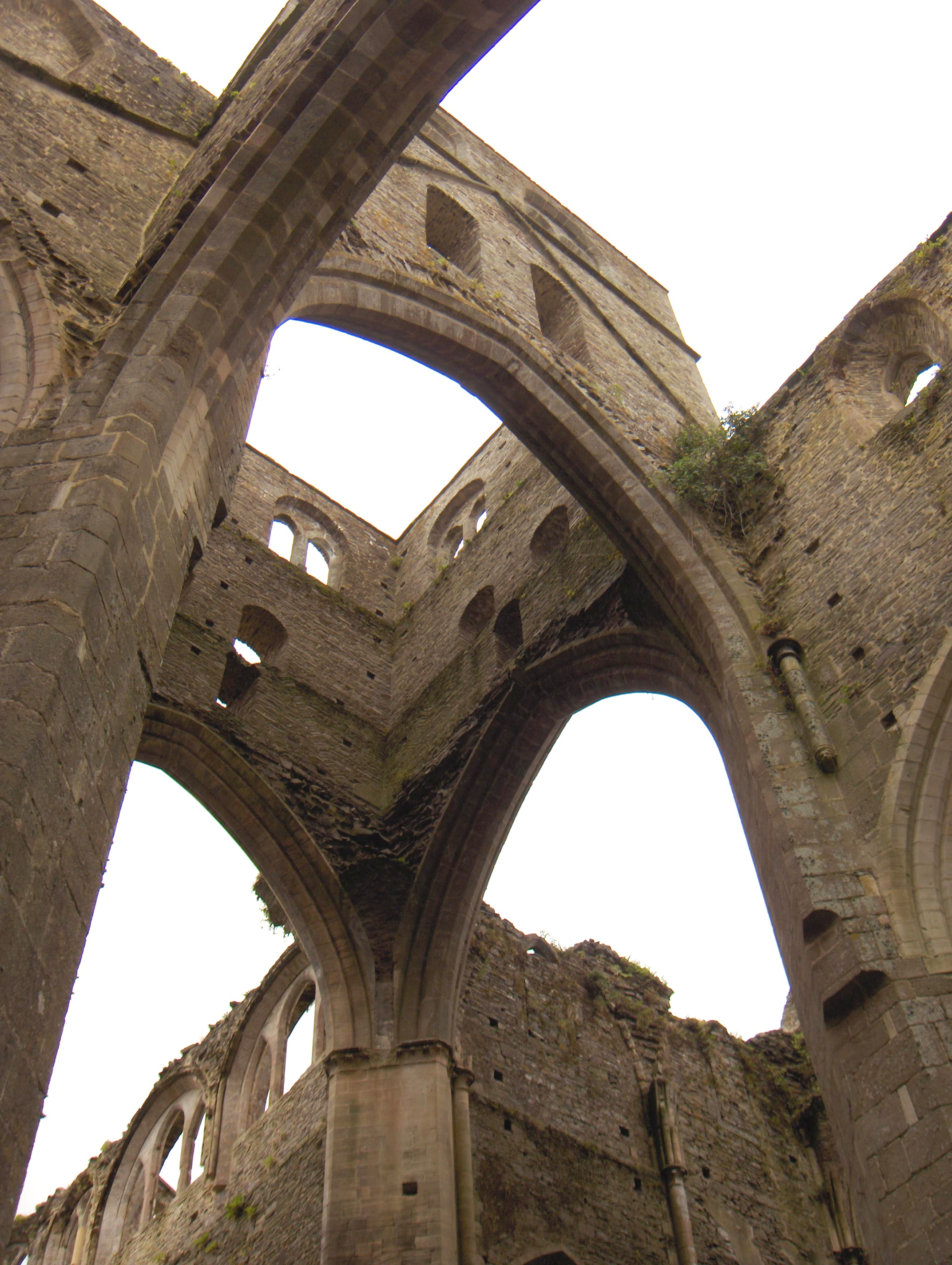
L'incrocio del transetto e i resti della torre centrale
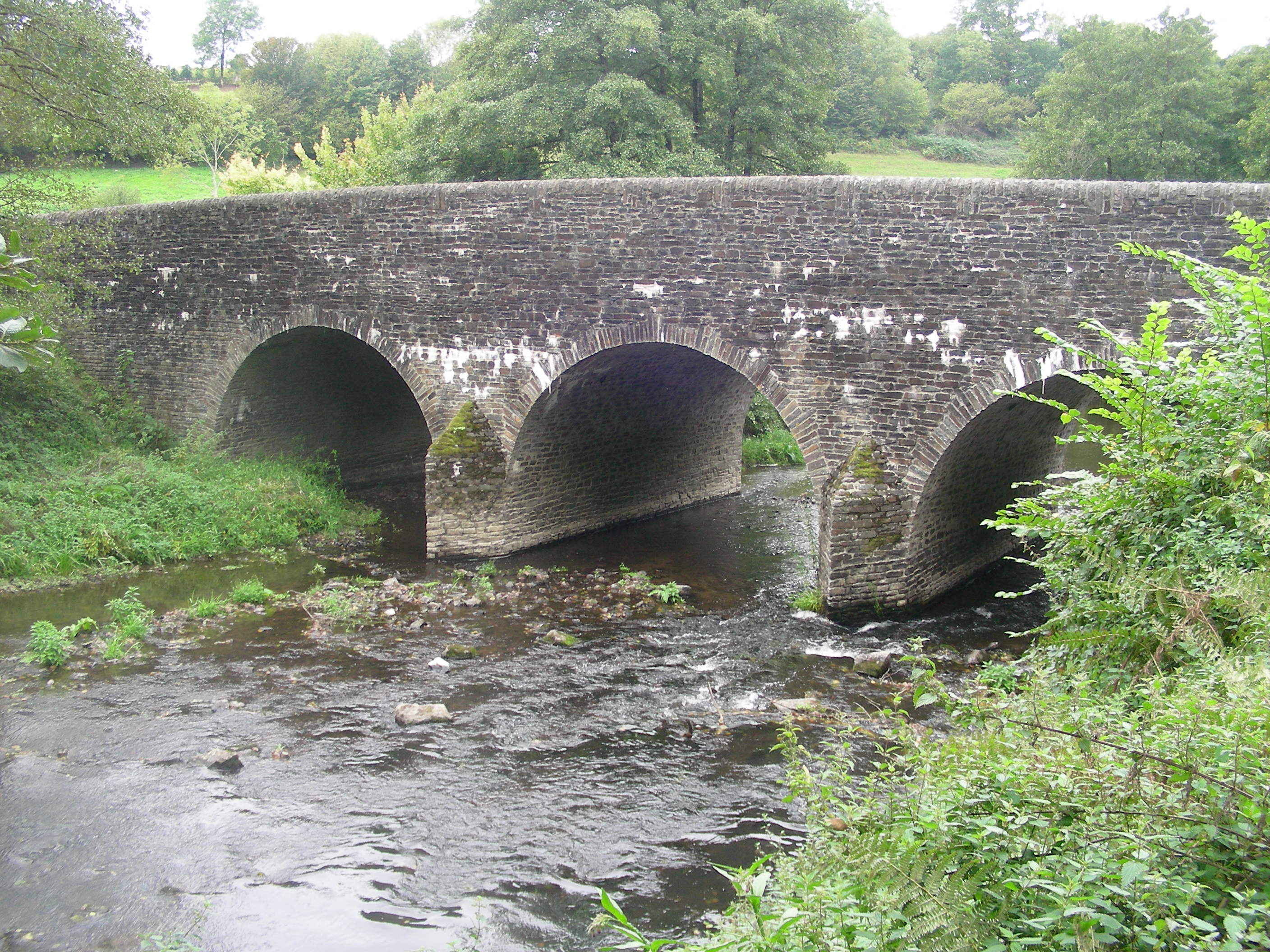
Il ponte sulla Sienne presso l'abbazia
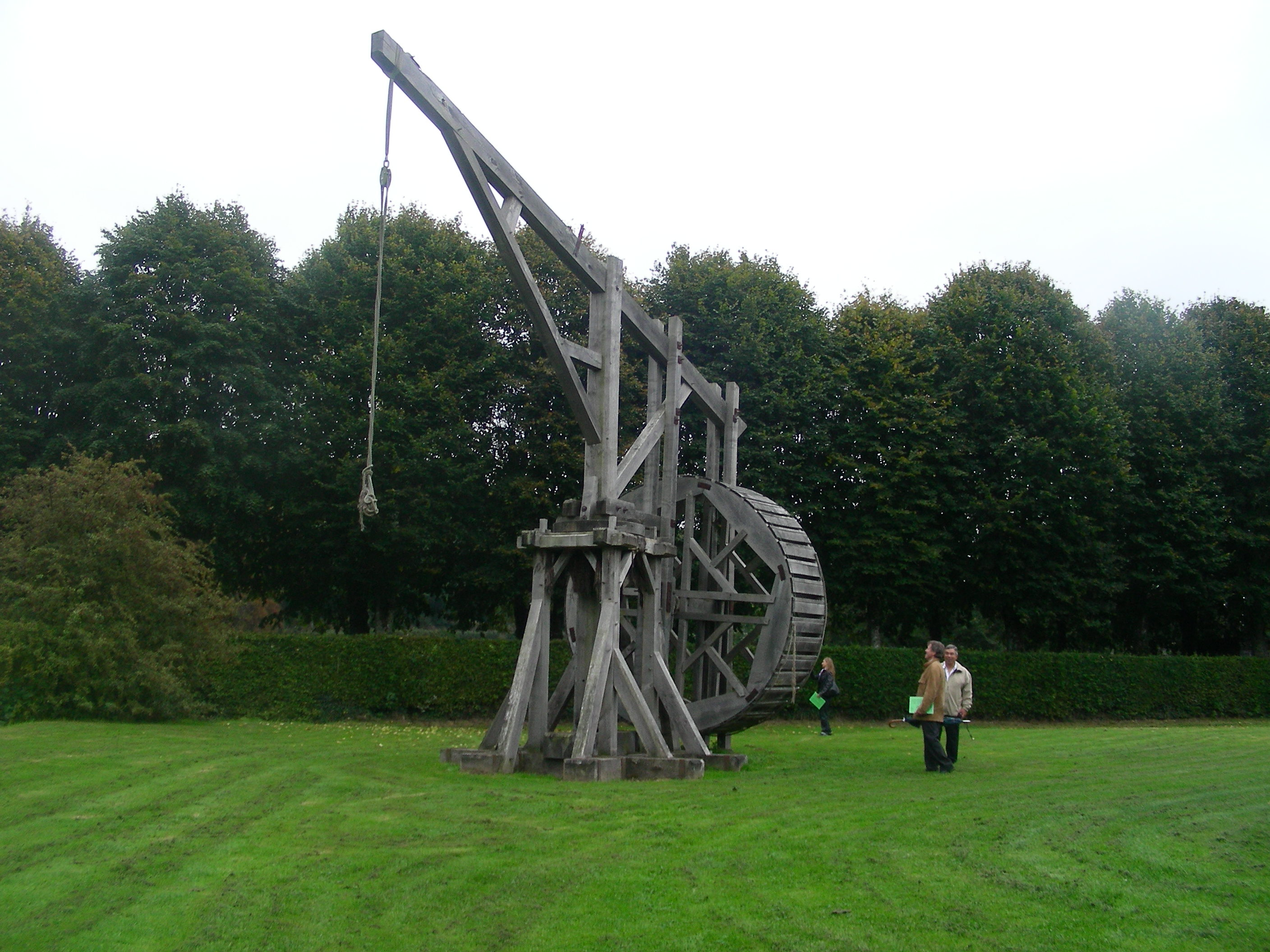
Gru per il sollevamento